# Zeldzame moerwants
De zeldzame moerwants (Hesperocorixa moesta) is een wants uit de familie van de Corixidae (Duikerwantsen). De soort werd het eerst wetenschappelijk beschreven door Franz Xaver Fieber in 1848.

## Uiterlijk
De grotendeels bruine wants is macropteer en kan 5 tot 6 mm lang worden. Het halsschild is net als de voorvleugels bruin gekleurd, heeft 6 donkergele smalle dwarslijntjes en is twee keer zo breed als dat het lang is. De voorvleugels hebben licht golvende, onderbroken dwarsstreepjes. De onderkant van het lichaam is bruin, de kop en pootjes zijn geheel geel. De zeldzame moerwants lijkt erg op de venmoerwants (Hesperocorixa castanea), die is echter iets kleiner, heeft iets langere klauwtjes aan de middelste poten en heeft geen plukje haren op het zevende achterlijfssegment.

## Leefwijze
De soort doorstaat de winter als volgroeide wants en kent één enkele generatie per jaar. Het zijn goede zwemmers en kunnen ook goed vliegen. Ze leven in diverse wateren, in Nederland in voedselrijke plassen en poelen met een matige hoeveelheid organisch materiaal.

## Leefgebied
De wants is in Nederland zeldzaam, komt voornamelijk voor op de Waddeneilanden. De soort komt voor van West-Europa tot aan Denemarken en van Zuid-Zweden in het noorden tot Midden-Rusland in het oosten en Noord-Afrika in het zuiden. Ook in de rest van Europa is de wants vrij zeldzaam.